# Thanatophilus grilati
Thanatophilus grilati es una especie de escarabajo carroñero del género Thanatophilus, categorizada en la tribu Silphini, de la subfamilia Silphinae. Fue descrita por Bedel en 1891.

## Distribución
Se distribuye por África: Argelia, Marruecos y Túnez.